# Lensia cossack
Lensia cossack is een hydroïdpoliep uit de familie Diphyidae. De poliep komt uit het geslacht Lensia. Lensia cossack werd in 1941 voor het eerst wetenschappelijk beschreven door Totton. 